# 野州大塚站
野州大塚站（日语：／ Yashū-ōtsuka eki */?）位于日本栃木縣栃木市大塚町，是屬於東武鐵道公司的鐵路車站，車站编号为TN 32。

## 歷史
- 1931年（昭和6年）11月1日 - 開業。
  - 野州大塚站的所在地為栃木市大塚町，為了與大塚駅區別而稱作「野州大塚」。

## 车站結構
本站為側式月台2面2線地面車站。站房在栃木方向月台側，有天橋連通東武宇都宮方向月台。站內設有PASMO簡易IC卡感應機。以前曾設有自動售票機，現已撤除，但可向站員購入車票。營業時間為9:30～12：00、13:00～16:45。其他時間須取得上下車站證明書後在目的站精算。

### 月台配置
| 月台 | 路線     | 方向 | 目的地         |
| ---- | -------- | ---- | -------------- |
| 1    | 宇都宮線 | 上行 | 栃木方向       |
| 2    | 宇都宮線 | 下行 | 東武宇都宮方向 |

## 使用情況
2017年度的1日平均上下車人次為495人。

## 車站周邊
車站周邊的大塚町與總社町是栃木市國府地區（舊國府村）的中心。
- 栃木市役所國府支所
- 栃木縣縣南高等看護專門學院
- 栃木市立國府北小學校（日语：栃木市立国府北小学校）
- 栃木縣農業試驗場栃木分場
  - 栃木縣農業試驗場草莓研究所
- 國府郵便局
- 栃木縣道296號小山都賀線（日语：栃木県道296号小山都賀線） - 站前通。沿此道往南可至栃木街道（日语：栃木県道2号宇都宮栃木線），往北可前往都賀町家中（日语：家中 (栃木市)）方向。

## 路線巴士
站前的野州大塚站前巴士站可搭乘栃木市營巴士大宮國府線。
| 乘車處       | 系統       | 主要行經地                                     | 目的地     | 運行業者     |
| ------------ | ---------- | ---------------------------------------------- | ---------- | ------------ |
| 野州大塚站前 | 大宮國府線 | 保健福祉中心、野州平川站、新栃木站、下都賀醫院 | 栃木站     | 栃木市營巴士 |
| 野州大塚站前 | 大宮國府線 | 國府郵便局、國府南小學校                       | 國府公民館 | 栃木市營巴士 |

## 相邻车站
東武鐵道
 宇都宮線
野州平川（TN 31）－野州大塚（TN 32）－壬生（TN 33）

## 外部連結
- 野州大塚（車站資訊） - 東武鐵道